# Houston megye (Minnesota)
Houston megye az Amerikai Egyesült Államokban, azon belül Minnesota államban található. Megyeszékhelye Caledonia, legnagyobb városa La Crescent. Lakosainak száma 18 843 fő (2020. április 1.). Houston megye Winona, La Crosse, Vernon, Allamakee, Winneshiek és Fillmore megyékkel határos.

## Népesség
A megye népességének változása:
| Lakosok száma | 19 000 | 18 924 | 18 800 | 18 799 | 18 773 | 18 843 |
|               | 2010   | 2011   | 2012   | 2013   | 2015   | 2020   |